# Plump DJs
Plump DJs (Lee Rous i Andy Gardner) – zespół muzyczny tworzący muzykę elektroniczną, zwłaszcza taneczną.

## Albumy studyjne
- A Plump Night Out (2000)
- Eargasm (2003)
- Saturday Night Lotion (2005)
- Headthrash (2008)